# Rapala ashinensis
Rapala ashinensis är en fjärilsart som beskrevs av Siuiti Murayama och Okamura 1973. Rapala ashinensis ingår i släktet Rapala och familjen juvelvingar. Inga underarter finns listade.